# Бен Долић
Бен Долић (рођен као Бењамин Долић; 4. мај 1997) је немачко-словеначки певач и текстописац.

## Биографија
Бен Долић је рођен у главном граду Словеније, Љубљани 4. маја 1997. године. Родитељи су му пореклом из Босне и Херцеговине, из Велике Кладуше. Као дванаестогодишњак је наступио на такмичењу Slovenija ima talent, у којем је дошао до полуфинала. У средњој школи прикључује се групи D Base. Као члан групе је учествовао у словеначком националном избору за Песму Евровизије 2016. са песмом Spet živ. Није се пласирао у суперфинале избора. Две године касније се пријављује за такмичење The Voice of Germany. У њему је изводио бројне хитове попут No Tears Left to Cry од Ариане Гранде, Can't Help Falling in Love од Елвиса Преслија и Ruin My Life од Саре Ларсон. Био је другопласирани у финалу. Након завршетна такмичења имао је турнеју по Аустрији и Немачкој.
27. фебруара 2020. немачка радио-телевизија АРД је објавила да ће Долић представљати Немачку на Песми Евровизије 2020. са песмом Violent Thing. Убрзо након тога, 18. марта је објављено да се Песма Евровизије 2020. отказује због пандемије корона вируса. АРД је одлучио да Бен Долић неће представљати Немачку у 2021. години.